# Гент (Західна Вірджинія)
Гент (англ. Ghent) — переписна місцевість (CDP) в США, в окрузі Релей штату Західна Вірджинія. Населення — 582 особи (2020).

## Географія
Гент розташований за координатами 37°37′7″ пн. ш. 81°6′22″ зх. д. / 37.61861° пн. ш. 81.10611° зх. д. (37.618521, -81.106248).  За даними Бюро перепису населення США в 2010 році переписна місцевість мала площу 4,18 км², з яких 3,32 км² — суходіл та 0,86 км² — водойми.

## Демографія
Згідно з переписом 2010 року, у переписній місцевості мешкало 457 осіб у 197 домогосподарствах у складі 145 родин. Густота населення становила 109 осіб/км².  Було 375 помешкань (90/км²).
Расовий склад населення:
| - 97,6 % — білих - 0,7 % — азіатів |

До двох чи більше рас належало 1,8 %. Частка іспаномовних становила 0,0 % від усіх жителів.
За віковим діапазоном населення розподілялося таким чином: 17,3 % — особи молодші 18 років, 62,8 % — особи у віці 18—64 років, 19,9 % — особи у віці 65 років та старші. Медіана віку мешканця становила 49,0 року. На 100 осіб жіночої статі у переписній місцевості припадало 99,6 чоловіків;  на 100 жінок у віці від 18 років та старших — 96,9 чоловіків також старших 18 років.
За межею бідності перебувало 24,1 % осіб, у тому числі 32,1 % дітей у віці до 18 років та 0,0 % осіб у віці 65 років та старших.
Цивільне працевлаштоване населення становило 204 особи. Основні галузі зайнятості: освіта, охорона здоров'я та соціальна допомога — 31,4 %, виробництво — 17,2 %, роздрібна торгівля — 11,8 %, будівництво — 10,8 %.